# Ellobiusini
Ellobiusini – plemię ssaków z podrodziny karczowników (Arvicolinae) w obrębie rodziny chomikowatych (Cricetidae).

## Zasięg występowania
Plemię obejmuje gatunki występujące od Ukrainy do Chińskiej Republiki Ludowej.

## Podział systematyczny
Do plemienia należą następujące współcześnie występujące rodzaje:
- Ellobius G. Fischer, 1814 – ślepuszonka
- Bramus Pomel, 1892

Opisano również rodzaje wymarłe:
- Germanomys Heller, 1936[8]
- Ungaromys Kormos, 1933[9]